# XIIe Brigade internationale

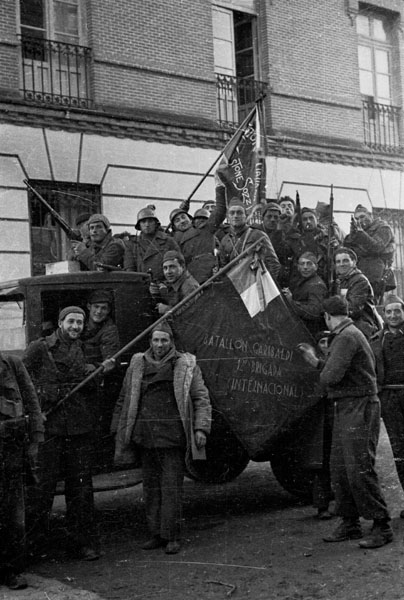
Bataillon Garibaldi

La XIIe Brigade internationale fut créée à Albacete le 22 octobre 1936. Elle était officiellement appelée la Brigade Garibaldi, d'après le nom de l'homme politique italien, unificateur de l'Italie. Son premier officier commandant était un général hongrois, "Pavol Lukács" (Máté Zalka), qui forma la 45ème Division de l'Armée Républicaine espagnole et qui fut tué à Huesca.
La brigade incluait, entre autres, les bataillons suivants:
- Le Bataillon Garibaldi (volontaires italiens et espagnols)
- Le Bataillon André Marty (volontaires français et belges)
- Le Bataillon "Thälmann" (volontaires autrichiens et allemands)
- Le Bataillon Dabrowski (après Jaroslaw Dabrowski) (volontaires polonais exilés)